# Dąbrówki Breńskie

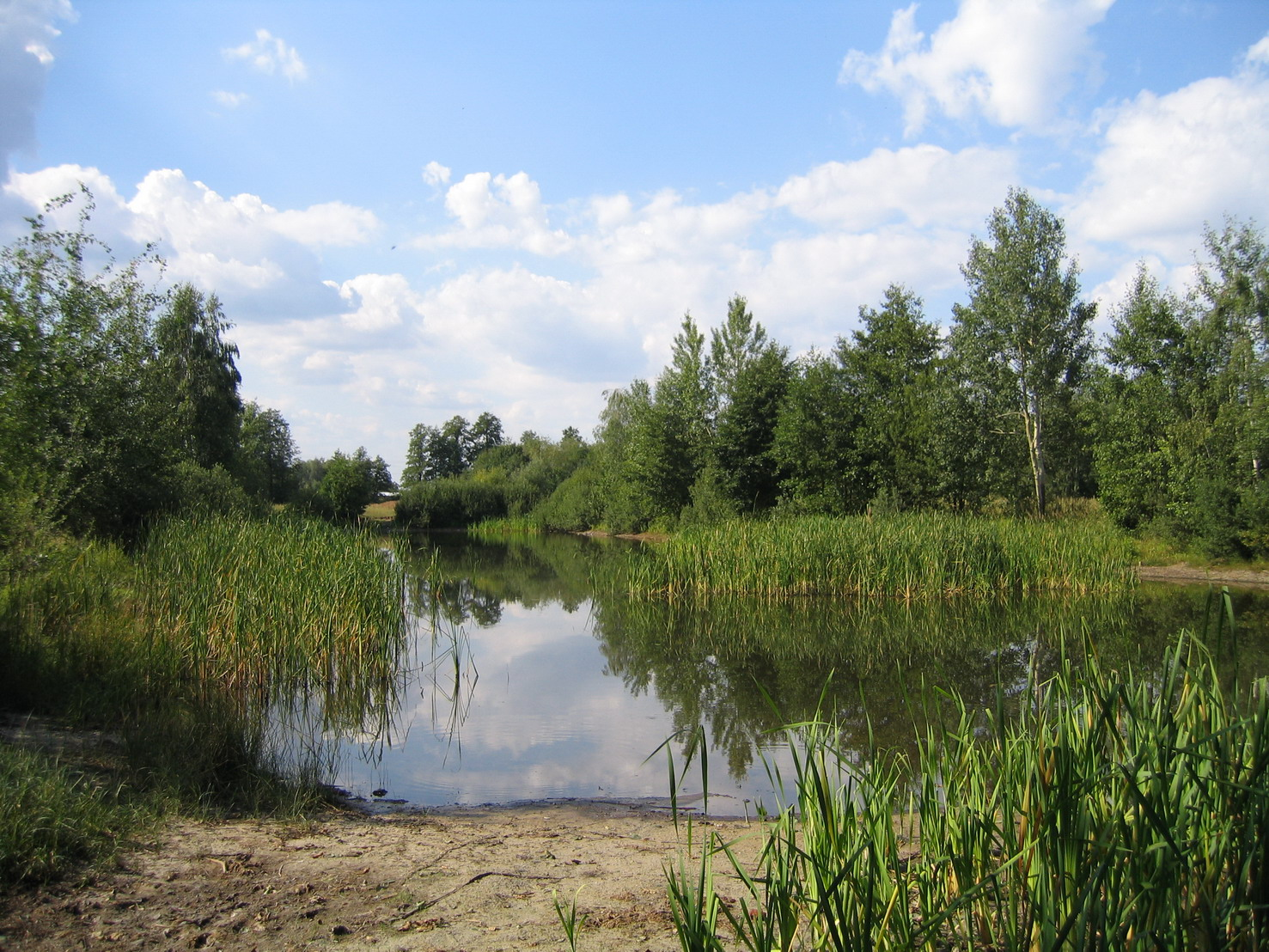
Staw ,,Szczeponowe" w Dąbrówkach Breńskich

Dąbrówki Breńskie – wieś w Polsce położona w województwie małopolskim, w powiecie dąbrowskim, w gminie Olesno.
W latach 1975–1998 miejscowość administracyjnie należała do województwa tarnowskiego.
Integralne części miejscowości: Błonie, Dyle, Forglówka, Julinów, Podlesie, Ulica, Zagrabina.
W miejscowości jest przystanek kolejowy Dąbrówki Breńskie.